# مبنى المحكمة العثمانية (رام الله)

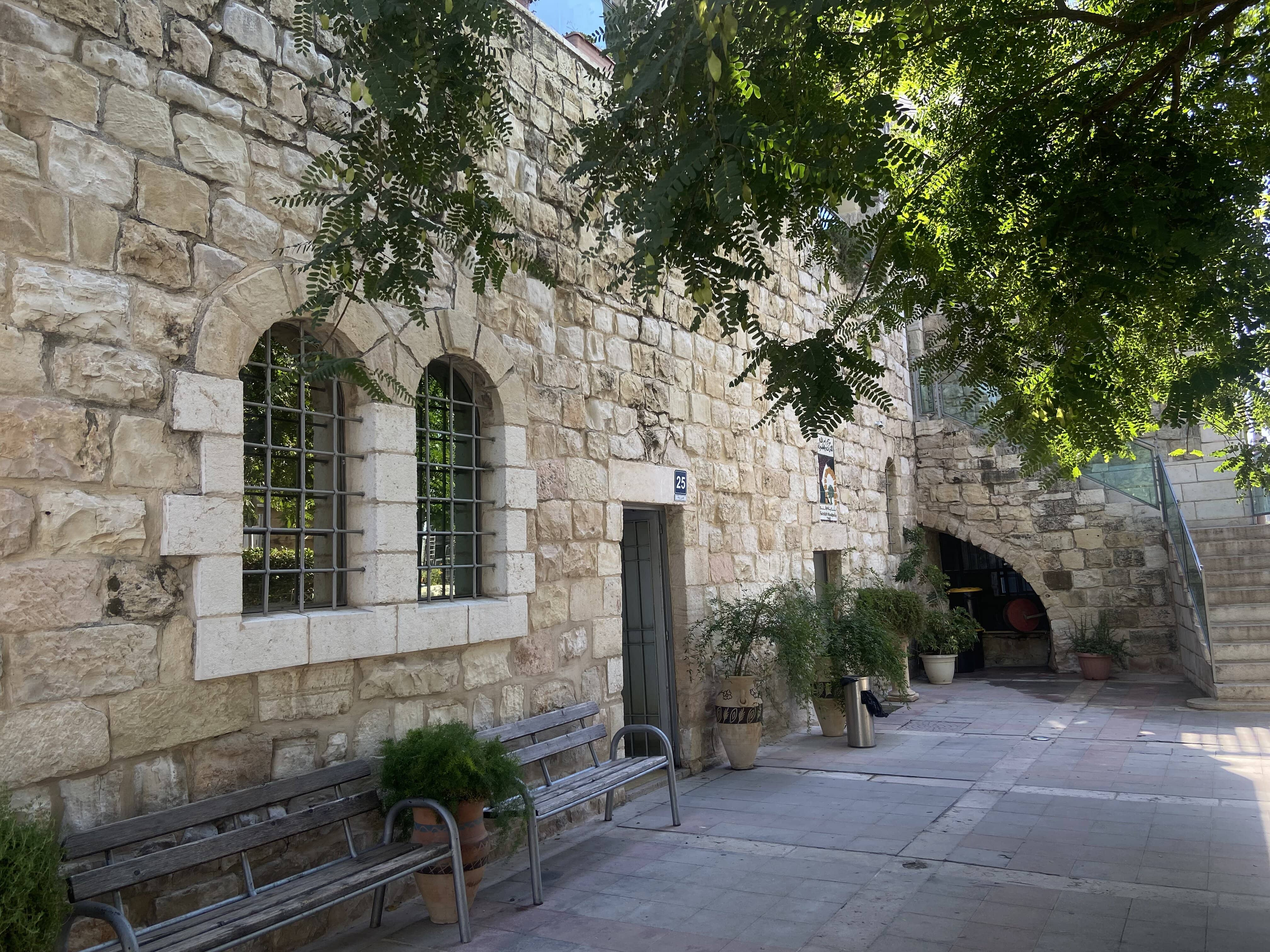
صورة المحكمة العثمانية فلسطين

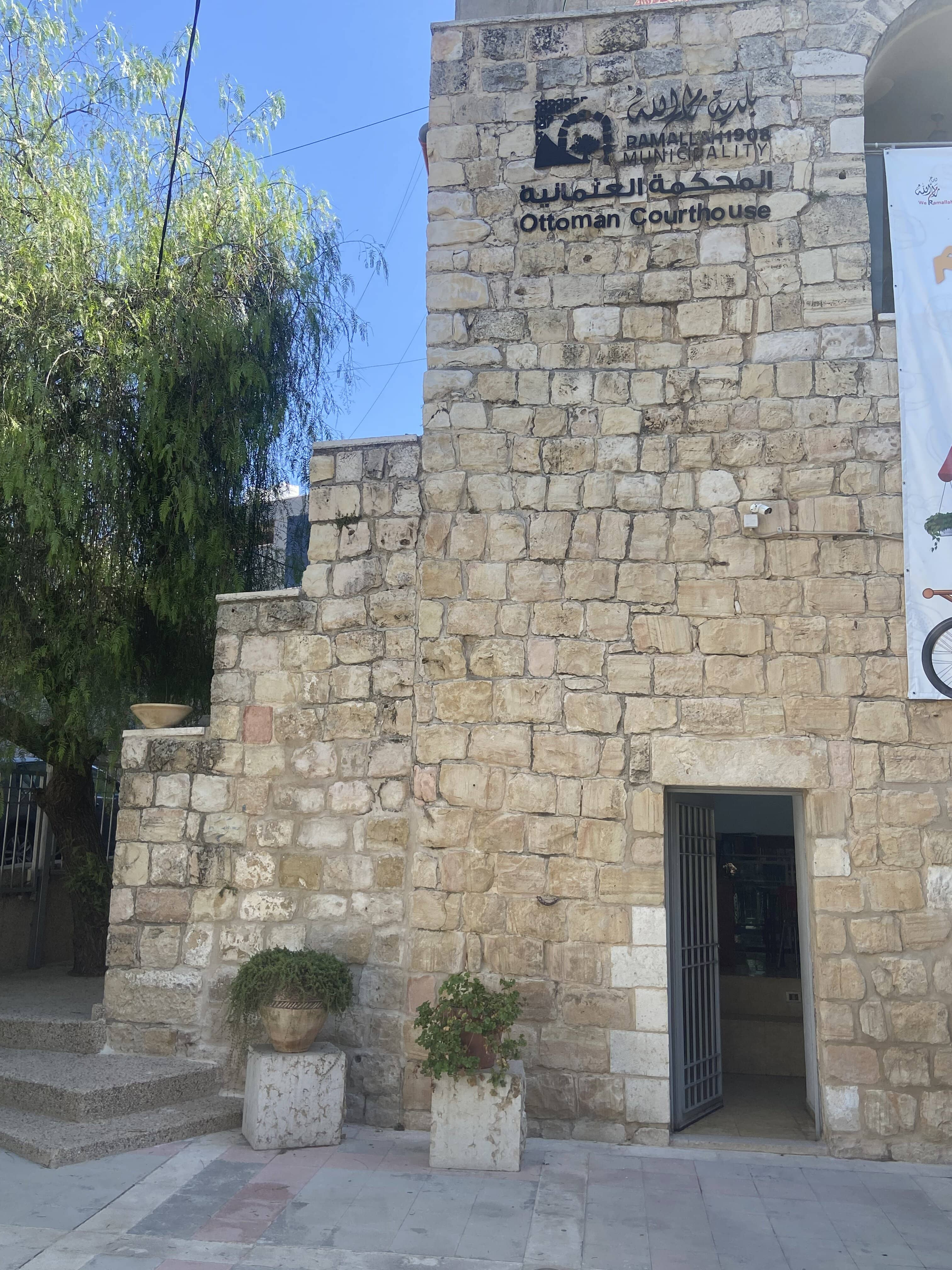
المحكمة العثمانية

مبنى المحكمة العثمانية هو من أقدم المباني التاريخية في مدينة رام الله والذي يحمل طابعاً معمارياً مميزاً، يعود تاريخ بناء المحكمة العثمانية القديمة إلى منتصف القرن التاسع عشر وكانت تمتلكه عائلات فلسطينية تسمى حبش وقسيس.

## المحكمة في حقبة الدولة العثمانية
في فترة سعي الدولة العثمانية إلى تنظيم المناطق والسيطرة عليها حينذاك عينت الدولة العثمانية للمحكمة حاكماً يتبع له العديد من الموظفين، ويتولى مسؤولية متابعة بلدة رام الله أمنياً عبر أمور الدرك والشرطة، والنظافة، وغيرها من الإجراءات القضائية والإدارية، وقبل أن تصبح قرية رام الله مدينة، كانت تتبع لمدينة القدس إدارياً، إلى أن تحولت إلى بلدة ثم مدينة، وأصبحت محافظة تتبع لها العديد من القرى مطلع القرن الماضي، إثر تدشين عمل المحكمة العثمانية.
اكتسب مبنى المحكمة العثمانية اسمه من العمل الأشهر الذي شغل به وهو المحكمة العثمانية، ومن ثم حوّل إلى عيادة، وبعد ذلك خاناً للتجار يرتاحون فيه حين المرور برام الله، إلى أن أصبح محكمة.
كان مبنى المحكمة العثمانية يقع على أطراف قرية رام الله، وكان موقعه يسهل وصول رواده من الأهالي خاصة في القرى المجاورة إليه، لإجراء معاملاتهم الإدارية التي تطلبها الدولة العثمانية.
وتبلغ مساحة مبنى المحكمة العثمانية أكثر من أربعمائة متر، وهو مكون من طابقين، في كل طابق ثلاث غرف لكل غرفة مدخل مستقل، وتزين تلك الغرف القباب والأقواس بفنها المعماري الجميل، بينما تتقدم الغرف ممرات، وحولها ساحات لكل منها استخداماتها في ذلك الحين.
في الطابق العلوي من المبنى، كان القاضي أحمد باشا يمارس مهامه مسؤولاً عن المحكمة وإدارة شؤون الناحية، بينما تستخدم الممرات للدرك، والطابق السفلي من الغرف يستخدم إسطبلاً ولنوم الجند، ولمؤنتهم، واختلفت الروايات حول استخدامات بئر صغيرة داخل إحدى الغرف، يعتقد أنها كانت تستخدم زنزانة للتوقيف، ومن ثم يتم تحويل الموقوف للتحقيق في مركز المسكوبية بالقدس.
بعد انتهاء الحكم العثماني في فلسطين أصبح مبنى المحكمة العثمانية يستخدم معملاً لتخمير الموز، وهُجر المبنى منذ زلزال عام 1927 بعدما تصدع بناؤه، إلى أن قررت بلدية رام الله عام 2002، شراءه من مالكيه، وترميمه بالتعاون مع مؤسسة «رواق» التي تُعنى بالتراث المعماري الفلسطيني، وجاء الاهتمام بالمبنى لدلالته على عدة تحولات مرت بها مدينة رام الله.

## ميزة الموقع
يبدو المكان كقلعة تتوسط رام الله ما بين شقيها القديم والحديث، مستشرفة موقعاً متميزاً يطل على رام الله القديمة، أما جمال الأقواس والدرج وعلو البناء فيعطيها هيبتها التاريخية، نوافذها وأقواسها وحجارتها وحتى أبوابها مصممة بإتقان، وأبواب غرف المبنى مصممة بطريقة لا تتيح رؤية المارة للموجودين في الداخل أو حتى إطلاق الرصاص عليهم، إن كانوا في الزاوية المقابلة للباب (أو ما تُسمَّى بالزاوية الآمنة)

## المبنى اليوم
في العام 2002 اشترت بلدية رام الله هذا الصرح الأثري من أصحابه، فرممته وأعادت إحياءه مرة أخرى لتعطيه معنى مختلفا هذه المرة، لتعزيز الوجود الثقافي في رام الله، فوضعت فيه جزءاً من الدائرة الثقافية للبلدية، ومكتبة في الداخل ومسرحا في الخارج للأطفال، وتحيي فيه العديد من المهرجانات والأسواق «كسوق الحرجة» الذي يشجع تسويق المنتجات المحلية.